# Літні Олімпійські ігри 1928
Літні Олімпійські ігри 1928 (нід. Olympische Zomerspelen 1928), офіційно Ігри дев'ятої Олімпіади (нід. Spelen van de IXe Olympiade) були проведені в 1928 році в Амстердамі, Нідерланди. Амстердам раніше був кандидатом на проведення Олімпійських ігор, але в 1920 році вибір було зроблено на користь найбільш постраждалої від війни Бельгії (Антверпен), а в 1924 році — на користь Парижа, завдяки голові Міжнародного олімпійського комітету П'єру де Кубертену. На проведення ігор 1928 року претендував також Лос-Анджелес. Це були перші Олімпійські ігри, які не проходили під керівництвом Де Кубертена. В 1925 році він віддав керівництво бельгійському графу Анрі де Байє-Латуру.

## Основні факти
- На Олімпійських іграх вперше було запалено Олімпійський вогонь. Це сталося на Олімпійському стадіоні, проте його запалив не спортсмен, що стало традицією пізніше, а звичайний працівник газової фабрики. Естафета з передачею олімпійського смолоскипа вперше пройшла під час літніх Олімпійських ігор 1936 року в Берліні.
- Вперше парад учасників Олімпіади відкривала Греція, країна-засновник Олімпійських ігор. Парад закривався країною-хазяйкою ігор. Ця традиція існує і донині.
- Королева Вільгельміна віддала право відкривати церемонію своєму чоловікові, кронпринцу Хендріку. Проте вона відвідала церемонію закриття, яка пройшла у неділю, що дуже обурило представників Державної Реформатської Партії.
- Американські спортсмени виграли 56 медалей. Британський атлет Джек Лондон створив сенсацію на дистанції 100 метрів тим, що використовував стартові блоки, а інші атлети просто ставили свої ноги на землю.
- Джонні Вайсмюллер, який згодом став відомий, як актор у фільмах про Тарзана, виграв дві золоті медалі з плавання (100 м і 4 × 200 м кролем).
- Німеччина брала участь в Олімпіаді вперше з кінця Першої Світової війни. Вона послала команду з 223 учасників і завоювала 31 медаль. В цілому участь брали 46 країн. Загальна кількість учасників була меншою, ніж на минулих іграх у Парижі в 1924 році.
- Пааво Нурмі з Фінляндії виграв свою дев'яту золоту медаль на дистанції 10 000 метрів з результатом 30 хвилин 18,9 секунди. Потім він ще двічі вигравав срібні медалі на дистанції 5000 метрів, де першим був його співвітчизник Вілле Рітола і на дистанції 3000 метрів з бар'єрами, де першим був Тоіво Лукола, теж фін. Фінські чоловіки виграли всі забіги, починаючи з дистанції 1500 метрів.
- Завдяки протестам, вперше в легкій атлетиці і в гімнастиці були представлені програми для жінок. Галина Конопацька з Польщі стала першою жінкою — олімпійським чемпіоном з легкої атлетики. У кінці забігу на 800 метрів, частина з учасників була повністю виснажена. Це призвело до гострих дебатів у Міжнародному олімпійському комітеті про допустимість і потрібність змагань для жінок на Олімпійських іграх. Новий голова Олімпійського комітету, бельгійський граф Анрі де Байє-Латур, був прибічником виключення змагань для жінок, за виключенням спортивної гімнастики, плавання, тенісу і катання на ковзанах. Проте, ця пропозиція не була розглянута на олімпійському Конгресі 1930 року в Берліні. Біг на 800 метрів був виключений з олімпійської програми і знову з'явився тільки на Іграх 1960 року в Римі.
- Довжина марафонської дистанції була офіційно встановлена на позначці 42 км 195 м. Цей марафон був виграний алжирцем французького походження Ахмедом Бугера Ель-Уафі.
- Південноамериканський футбол здійснив прорив у своєму розвитку. Діючий олімпійський чемпіон Уругвай виграв у Аргентини в фіналі. Перша зустріч закінчилась в нічию з рахунком 1:1, по регламенту була організована друга зустріч, яку Уругвай виграв з рахунком 2:1.

## Учасники

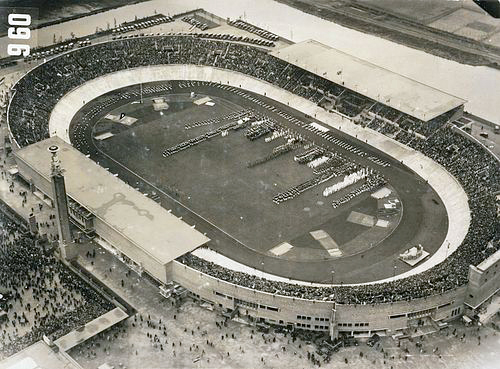
Олімпійський стадіон під час церемонії відкриття.

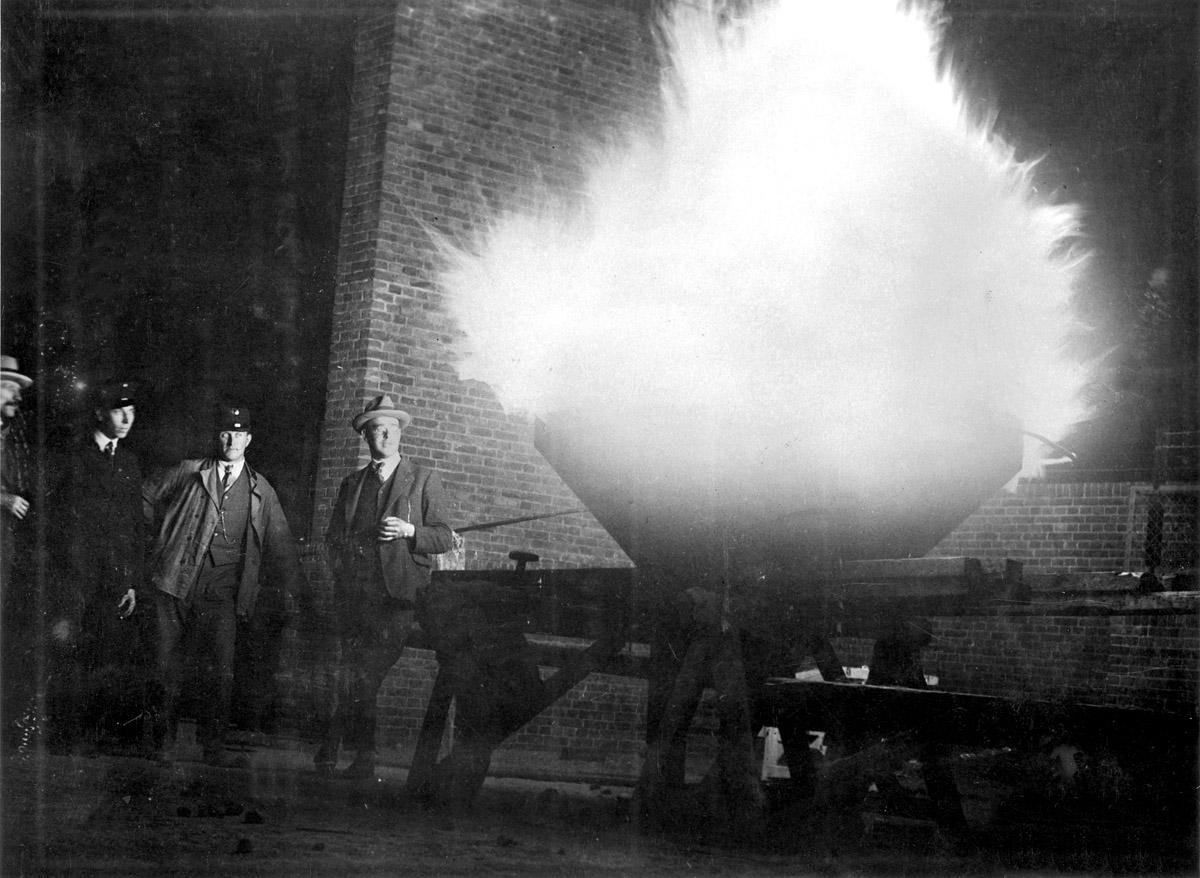
В 1928 році вперше було запалено Олімпійський вогонь. Вогонь було запалено робочим газової компанії.

- Аргентина (81)
- Австралія (18)
- Австрія (73)
- Бельгія (186)
- Болгарія (5)
- Канада (69)
- Чилі (38)
- Куба (1)
- Чехословаччина (70)
- Данія (91)
- Єгипет (32)
- Естонія (20)
- Фінляндія (69)
- Франція (255)
- Німеччина (296)
- Велика Британія (232)
- Греція (23)
- Гаїті (2)
- Угорщина (109)
- Індія (21)
- Ірландія (27)
- Італія (174)
- Японія (43)
- Латвія (14)
- Литва (12)
- Люксембург (46)
- Мальта (9)
- Мексика (30)
- Монако (7)
- Нідерланди (264) (Host nation)
- Нова Зеландія (10)
- Норвегія (52)
- Панама (1)
- Філіппіни (4)
- Польща (93)
- Португалія (31)
- Родезія (2)
- Румунія (29)
- Південно-Африканська Республіка (24)
- Іспанія (80)
- Швеція (100)
- Швейцарія (133)
- Туреччина (31)
- США (280)
- Уругвай (22)
- Югославія (34)

## Медальний залік
Топ-10 неофіційного національного медального заліку:
| Місце | Країна     | Золото | Срібло | Бронза | Загалом |
| ----- | ---------- | ------ | ------ | ------ | ------- |
| 1     | США        | 22     | 18     | 16     | 56      |
| 2     | Німеччина  | 10     | 7      | 14     | 31      |
| 3     | Фінляндія  | 8      | 8      | 9      | 25      |
| 4     | Швеція     | 7      | 6      | 12     | 25      |
| 5     | Італія     | 7      | 5      | 7      | 19      |
| 6     | Швейцарія  | 7      | 4      | 4      | 15      |
| 7     | Франція    | 6      | 10     | 5      | 21      |
| 8     | Нідерланди | 6      | 9      | 4      | 19      |
| 9     | Угорщина   | 4      | 5      | 0      | 9       |
| 10    | Канада     | 4      | 4      | 7      | 15      |